# Liste der Bodendenkmäler in Ichenhausen
Auf dieser Seite sind die Bodendenkmäler in der schwäbischen Stadt Ichenhausen zusammengestellt. Diese Tabelle ist eine Teilliste der Liste der Bodendenkmäler in Bayern. Grundlage ist die Bayerische Denkmalliste, die auf Basis des Bayerischen Denkmalschutzgesetzes vom 1. Oktober 1973 erstmals erstellt wurde und seither durch das Bayerische Landesamt für Denkmalpflege geführt wird. Die folgenden Angaben ersetzen nicht die rechtsverbindliche Auskunft der Denkmalschutzbehörde.

## Bodendenkmäler in Ichenhausen
| Lage                                      | Objekt | Akten-Nr.     | Bild                                          |
| ----------------------------------------- | --- | ------------- | --------------------------------------------- |
| (Standort)                                | Viereckschanze der jüngeren Latènezeit. | D-7-7528-0067 |                                               |
| (Standort)                                | Grabhügel vorgeschichtlicher Zeitstellung. | D-7-7528-0068 |                                               |
| (Standort)                                | Burgstall des Mittelalters. | D-7-7627-0007 |                                               |
| (Standort)                                | Grabhügel vorgeschichtlicher Zeitstellung. | D-7-7627-0008 |                                               |
| (Standort)                                | Grabhügel vorgeschichtlicher Zeitstellung. | D-7-7627-0009 |                                               |
| (Standort)                                | Grabhügel vorgeschichtlicher Zeitstellung. | D-7-7627-0010 |                                               |
| (Standort)                                | Grabhügel der Hallstattzeit. | D-7-7627-0011 |                                               |
| (Standort)                                | Grabhügel vorgeschichtlicher Zeitstellung. | D-7-7627-0012 |                                               |
| (Standort)                                | Grabhügel vorgeschichtlicher Zeitstellung. | D-7-7627-0013 |                                               |
| (Standort)                                | Grabhügel vorgeschichtlicher Zeitstellung. | D-7-7627-0014 |                                               |
| (Standort)                                | Grabhügel vorgeschichtlicher Zeitstellung. | D-7-7627-0016 |                                               |
| (Standort)                                | Grabhügel vorgeschichtlicher Zeitstellung. | D-7-7627-0017 |                                               |
| Kötzer Straße 19 (Standort)               | Mittelalterliche und frühneuzeitliche Befunde im Bereich der katholischen Pfarrkirche Heilig Kreuz in Hochwang und ihrer Vorgängerbauten.       | D-7-7627-0019 |                                               |
| (Standort)                                | Mittelalterliche und frühneuzeitliche Befunde im Bereich der Pfarrkirche St. Johann in Ichenhausen und ihrer Vorgängerbauten.                   | D-7-7627-0020 |                                               |
| (Standort)                                | Grabhügel vorgeschichtlicher Zeitstellung. | D-7-7627-0023 |                                               |
| (Standort)                                | Mittelalterlicher Burgstall, neuzeitliches Schloss.                                                                                             | D-7-7627-0123 |                                               |
| Günzburger Straße 61 (Standort)           | Mittelalterliche und frühneuzeitliche Befunde im Bereich der Kapelle St. Willibald.                                                             | D-7-7627-0124 |                                               |
| Autenrieder Straße 3 (Standort)           | Mittelalterliche und frühneuzeitliche Befunde im Bereich der Pfarrkirche St. Blasius.                                                           | D-7-7627-0126 | weitere Bilder                                |
| Heinrich-Sinz-Straße 14 (Standort)        | Mittelalterliche und frühneuzeitliche Befunde im Bereich des Oberen Schlosses (jetzt Rathaus) in Ichenhausen.                                   | D-7-7627-0127 | Mittelalterliche und frühneuzeitliche Befunde |
| Kirchberg 8 (Standort)                    | Mittelalterliche und frühneuzeitliche Befunde im Bereich der katholischen Pfarrkirche St. Moritz in Rieden an der Kötz.                         | D-7-7627-0131 | weitere Bilder                                |
| Benno-Bichler-Platz 1 (Standort)          | Mittelalterliche und frühneuzeitliche Befunde im Bereich der katholischen Pfarrkirche St. Stephan in Autenried.                                 | D-7-7627-0132 | weitere Bilder                                |
| Johann-Martin-Kraemer-Straße 1 (Standort) | Mittelalterliche und frühneuzeitliche Befunde im Bereich der katholischen Pfarrkirche St. Martin in Deubach.                                    | D-7-7627-0133 | weitere Bilder                                |
| Vordere Ostergasse 22 (Standort)          | Archäologische Befunde im Bereich der ehemaligen frühneuzeitlichen Synagoge in Ichenhausen, darunter Teile des Vorgängerbaus sowie einer Mikwe. | D-7-7627-0141 | weitere Bilder                                |
| (Standort)                                | Mittelalterliche und frühneuzeitliche Befunde im Bereich des ehemaligen Wasserschlosses samt zugehöriger Ökonomiegebäude in Rieden an der Kötz. | D-7-7627-0166 |                                               |
| Krumbacher Straße 51 (Standort)           | Archäologische Befunde im Bereich des neuzeitlichen jüdischen Friedhofs von Ichenhausen.                                                        | D-7-7627-0168 | weitere Bilder                                |
| (Standort)                                | Grabhügel vorgeschichtlicher Zeitstellung. | D-7-7628-0001 |                                               |
| (Standort)                                | Grabhügel vorgeschichtlicher Zeitstellung. | D-7-7628-0018 |                                               |